# Daniel Kelly (kampsportare)
Daniel Kelly, född 31 oktober 1977 i Melbourne, är en australisk MMA-utövare som sedan 2014 tävlar i organisationen Ultimate Fighting Championship. Kelly tävlade tidigare i judo där han representerade Australien vid fyra olympiska spel.